# 마쓰다이라 아키노리

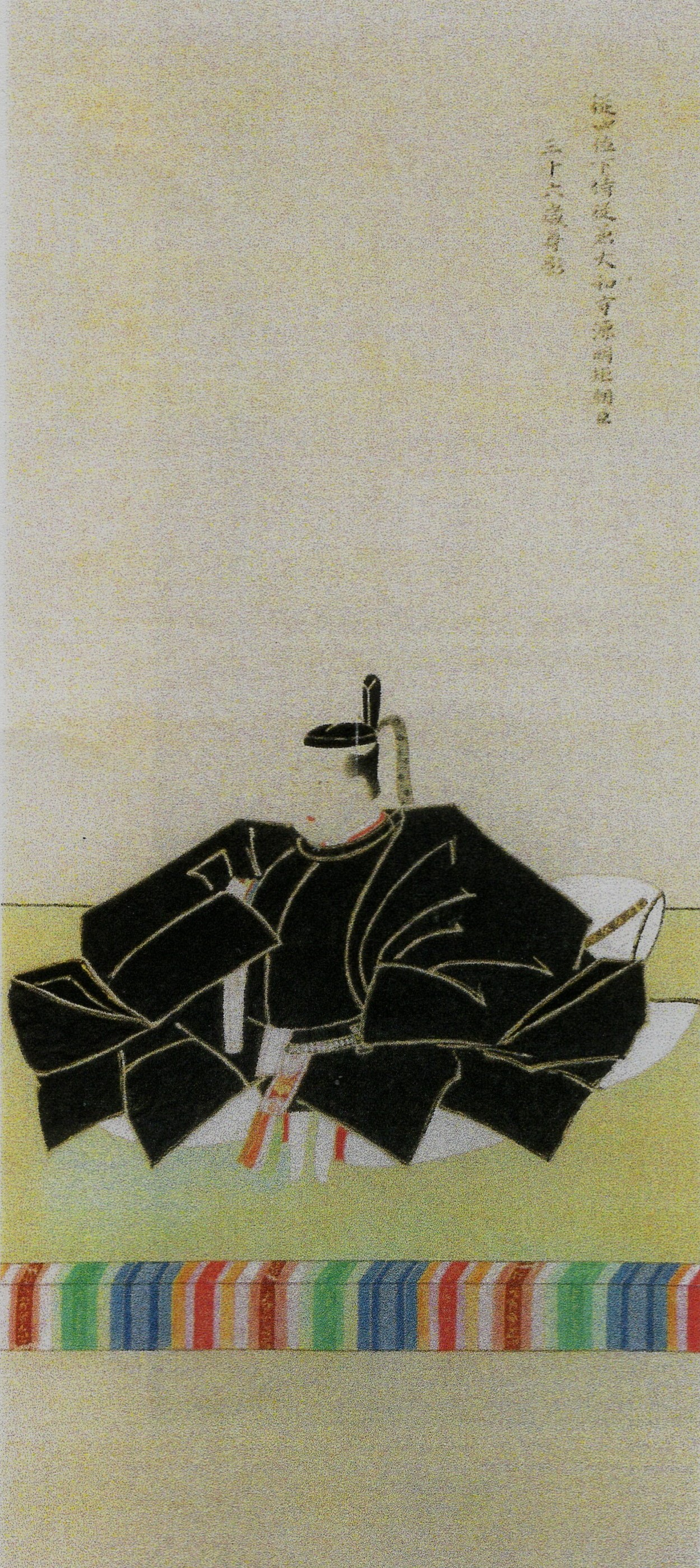
마쓰다이라 아키노리

마쓰다이라 아키노리(일본어: 松平明矩, 1713년 9월 20일 ~ 1749년 1월 5일)는 에도 시대 중기의 다이묘이다. 초명은 요시치카(義知)이며, 별명은 긴노스케(金之助), 시세이(子成) 등이다. 요시카즈(義和)라고도 불렸다.
시라카와 신덴 번주 마쓰다이라 지카키요의 장남으로 태어났다. 1721년에 아버지가 사망하자 번을 상속받았고, 1725년에는 종5위하, 사가미노카미에 서임되었다. 1727년, 본가 시라카와번의 번주인 백부 마쓰다이라 모토치카가 후사가 없어 그 양자로 들어갔다. 1729년, 모토치카가 사망하자 그 뒤를 이어 번주가 되었고, 종4위하, 야마토노카미에 서임되었다. 1741년 음력 11월 1일, 하리마 히메지번으로 전봉되었다. 1745년, 9대 쇼군 도쿠가와 이에시게가 즉위하자 일본으로 온 조선통신사 접대역을 맡았으나, 비용이 없어 히메지 번 영지로부터 그 돈을 징수하였다가 대형 잇키가 발생하였고, 그 와중에 1749년, 36세의 나이로 사망하였다. 그 뒤를 장남 도모노리가 이었다.
| 전임 마쓰다이라 모토치카 | 제4대 에치젠 마쓰다이라 가문 나오모토 파 당주 1729년 ~ 1748년 | 후임 마쓰다이라 도모노리 |

| 전임 마쓰다이라 지카키요 | 제2대 시라카와 신덴 번 번주 (에치젠 마쓰다이라 가문) 1721년 ~ 1727년 | 후임 폐번 |

| 전임 마쓰다이라 모토치카 | 제3대 시라카와번 번주 (에치젠 마쓰다이라 가문) 1729년 ~ 1741년 | 후임 마쓰다이라 사다요시 |

| 전임 사카키바라 마사나가 | 제1대 히메지번 번주 (에치젠 마쓰다이라 가문, 재봉) 1741년 ~ 1749년 | 후임 마쓰다이라 도모노리 |